# Campeonato Mundial de Curling Femenino de 2012
El XXXIV Campeonato Mundial de Curling Femenino se celebró en Lethbridge (Canadá) entre el 17 y el 25 de marzo de 2012 bajo la organización de la Federación Mundial de Curling (WCF) y la Federación Canadiense de Curling.
Las competiciones se realizaron en el ENMAX Centre de la ciudad canadiense.

## Tabla de posiciones
| Pos | Equipo          | G | P | G–P |
| --- | --------------- | - | - | --- |
| 1   | Suecia          | 8 | 3 | 2–0 |
| 2   | Suiza           | 8 | 3 | 1–1 |
| 3   | Corea del Sur   | 8 | 3 | 0–2 |
| 4   | Canadá          | 7 | 4 | 1–0 |
| 5   | Estados Unidos  | 7 | 4 | 0–1 |
| 6   | Escocia         | 6 | 5 | –   |
| 7   | Alemania        | 5 | 6 | 1–0 |
| 8   | Dinamarca       | 5 | 6 | 0–1 |
| 9   | Rusia           | 4 | 7 | –   |
| 10  | Italia          | 3 | 8 | 1–0 |
| 11  | China           | 3 | 8 | 0–1 |
| 12  | República Checa | 2 | 9 | –   |

## Cuadro final
|  | Clasif. a semifinal | Clasif. a semifinal | Clasif. a semifinal |  |  | Semifinal | Semifinal |  |              | Final         | Final |
|  |                     |                     |                     |  |  |           |           |  |              |               |       |
|  | 1                   | Suecia              | 7                   |  |  |           |           |  |              |               |       |
|  | 2                   | Suiza               | 6                   |  |  |           |           |  |              | Suecia        | 5     |
|  |                     |                     |                     |  |  | Suiza     | 9         |  | Suiza        | 6             |       |
|  |                     | Corea del Sur       | 6                   |  |  |           |           |  |              |               |       |
|  | 3                   | Corea del Sur       | 4                   |  |  |           |           |  | Tercer lugar | Tercer lugar  |       |
|  | 4                   | Canadá              | 3                   |  |  |           |           |  |              |               |       |
|  |                     |                     |                     |  |  |           |           |  |              | Corea del Sur | 6     |
|  |                     |                     |                     |  |  |           |           |  |              | Canadá        | 9     |

## Medallistas
| Evento   | Oro                                                                             | Plata                                                                                                 | Bronce                                                                          |
| -------- | ------------------------------------------------------------------------------- | --- | ------------------------------------------------------------------------------- |
| Femenino | Suiza · Mirjam Ott · Carmen Schäfer · Carmen Küng · Janine Greiner · Alina Pätz | Suecia · Maria Prytz · Christina Bertrup · Maria Wennerström · Margaretha Sigfridsson · Sabina Kraupp | Canadá · Heather Nedohin · Beth Iskiw · Jessica Mair · Laine Peters · Amy Nixon |